# Journal of Natural Products
Journal of Natural Products è una rivista accademica edita dalla American Society of Pharmacognosy e dalla American Chemical Society, che si occupa di chimica delle sostanze organiche naturali.
Nella propria home page riporta un impact factor pari a 3.798.